# Hans Agbo
Hans Agbo (Duala, Camerún; 26 de septiembre de 1967) es un exfutbolista y entrenador camerunés. Jugaba de defensa y fue internacional absoluto con la selección de Camerún en 49 encuentros entre 1988 y 1996; además fue parte del plantel que jugó la Copa Mundial de 1994.

## Selección nacional
Jugó tres encuentros con su selección en el Mundial de 1994.

### Participaciones en Copas del Mundo
| Copa            | Sede           | Resultado    |
| --------------- | -------------- | ------------ |
| Mundial de 1994 | Estados Unidos | Primera fase |

### Participaciones en Copas Africanas
| Copa                           | Sede      | Resultado    |
| ------------------------------ | --------- | ------------ |
| Copa Africana de Naciones 1992 | Senegal   | Cuarto lugar |
| Copa Africana de Naciones 1996 | Sudáfrica | Primera fase |

## Clubes

### Como jugador
| Club               | País    | Año       |
| ------------------ | ------- | --------- |
| Prévoyance Yaoundé | Camerún | 1989-1992 |
| Olympic Mvolyé     | Camerún | 1993-1997 |
| Tonnerre Yaoundé   | Camerún | 2001-2003 |

### Como entrenador
| Club                                       | País    | Año       |
| ------------------------------------------ | ------- | --------- |
| Mouloudia Club d'Oran (segundo entrenador) | Argelia | 2011-2013 |
| MC El Eulma (segundo entrenador)           | Argelia | 2013-2014 |
| MC El Eulma (Interino)                     | Argelia | 2013      |
| MC El Eulma (segundo entrenador)           | Argelia | 2015-2018 |